# سیکلوبنزاپرین
سیکلوبنزاپرین (Cyclobenzaprine) تحت عنوان تجاری فلکسریل (Flexeril ) فروخته می‌شود که یک مسکن عضلانی محسوب می‌گردد و برای از بین بردن درد حاد اسکلتی عضلانی استفاده می‌گردد. این ترکیب بهترین داروی ی مطالعه شده برای این منظور است. همچنین از آن به عنوان داروی تأیید نشده برای درمان فیبرومیالژیا استفاده می‌گردد.